# Limonia anteterminalis
Limonia anteterminalis är en tvåvingeart som beskrevs av Alexander 1965. Limonia anteterminalis ingår i släktet Limonia och familjen småharkrankar. Inga underarter finns listade i Catalogue of Life.